# Фёдоров, Сергей Петрович
Серге́й Петро́вич Фёдоров (11 [23] января 1869, Москва, Российская империя — 15 января 1936, Ленинград, РСФСР, СССР) — русский и советский хирург, доктор медицинских наук, профессор, основатель крупнейшей отечественной хирургической школы, «отец русской урологии».

## Биография
Родился 11 (23) января 1869 года в Москве в семье доктора медицины хирурга Петра Никитича Фёдорова. В 1886 году, с отличием окончив классическую гимназию и решив продолжить дело отца, поступил на медицинский факультет Московского университета. В 1891 году с отличием окончил Московский университет, затем работал в клинике А. А. Боброва.
В начале своей научной деятельности занимался вопросами бактериологии и иммунологии. В 1892 году первым в России приготовил и применил для лечения больных холерный антитоксин, а затем столбнячный токсин и антитоксин. В 1893 году приготовил лечебную противостолбнячную сыворотку. За границей изучал у К. Шиммельбуша (1860—1895) систему асептического способа оперирования, а у Л. Каспера — методику цистоскопии и катетеризации мочеточников и только что появившиеся другие эндоскопические методики. В апреле 1895 году защитил докторскую диссертацию на тему о столбняке.

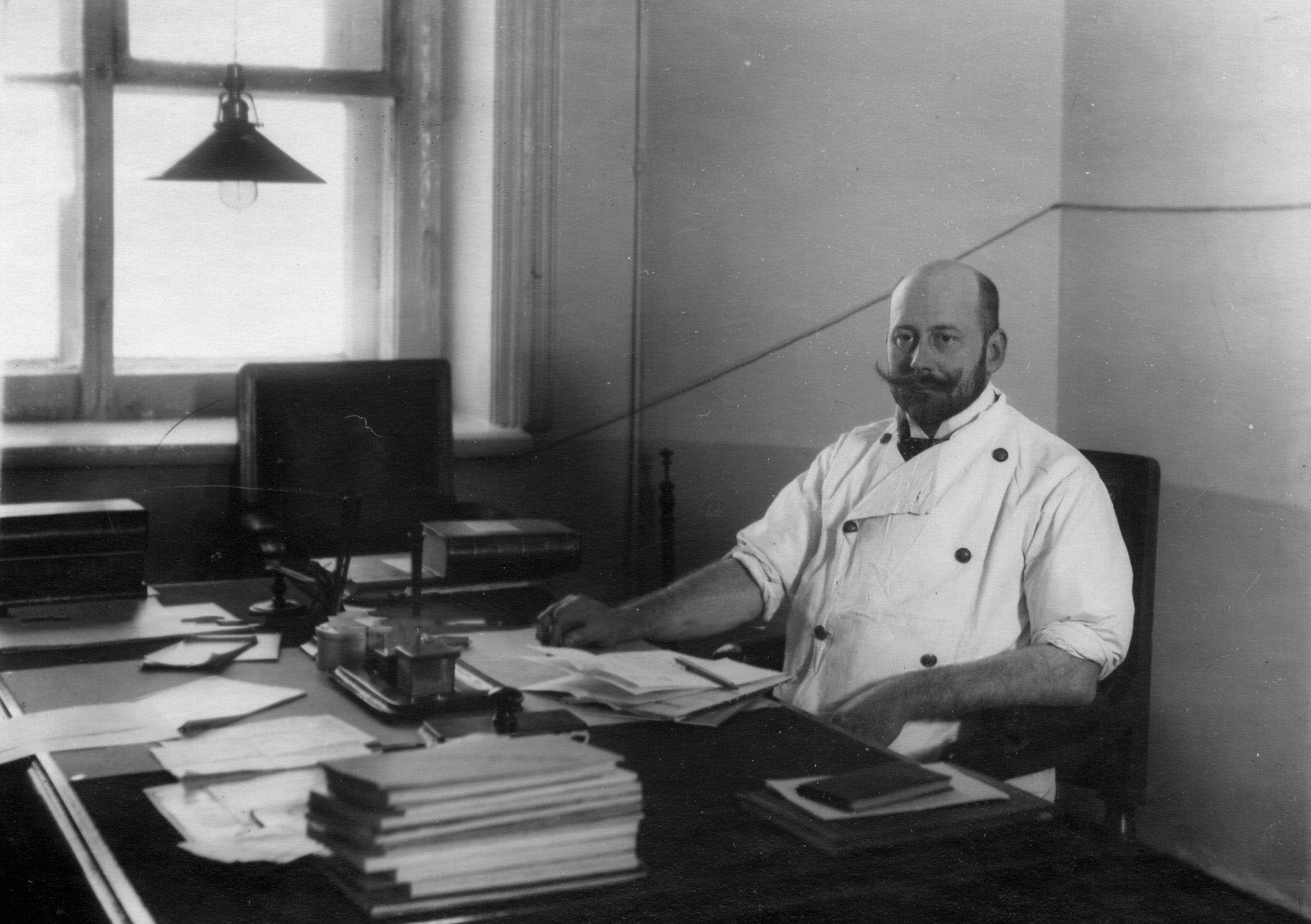
Сергей Петрович Фёдоров в рабочем кабинете Императорской военно-медицинской академии

4 октября 1895 года был назначен на должность штатного ассистента факультетской хирургической клиники Московского университета. В 1896 году назначен приват-доцентом клиники для преподавания курса диагностики хирургических болезней. В 1903 году возглавлял кафедру госпитальной хирургической клиники (ныне клиника факультетской хирургии) Военно-медицинской академии и внёс большой вклад в модернизацию учебной, лечебной и научной работы, повышение уровня профессиональной подготовки врачей. Фёдоровым были разработаны новые операции: пиелотомия «in situ», субкапсулярная нефрэктомия, предложены новые хирургические инструменты (специальный инструментарий для трепанации черепа, зажимы для остановки кровотечения из твёрдой мозговой оболочки, ректоскоп, набор инструментов для операций на жёлчных путях). Немало внимания уделял и хирургии органов брюшной полости, особенно хирургии желудка.
В 1907 году избран председателем Российского урологического общества.
7 декабря 1909 года провел операцию по удалению стопы 57-летнему мужчине, во время операции впервые в мире был применен внутривенный гедоналовый наркоз (открыл его фармаколог Н. П. Кравков, методику применения разработал А. П. Еремич, он же выполнил наркоз 7 декабря). Последующие 63 операции с применением нового вида наркоза также были успешными. Это послужило началом широкого применения неингаляционного наркоза и дало мощный толчок развитию полостной хирургии.
В 1909 году за достижения в научной и практической деятельности был удостоен звания почётного лейб-хирурга, а в конце 1912 года утверждён в должности лейб-хирурга императорской семьи, которую совмещал с работой в Военно-медицинской академии. После начала Первой мировой войны сопровождал Николая II и цесаревича Алексея в поездках на фронт. После Февральской, а затем и Октябрьской революции 1917 года С. П. Фёдоров отказался от предложения брата, эмигрировавшего во Францию, и приглашений иностранных хирургов работать за рубежом. Преследовался большевиками.В 1921 году совместно с Я. О. Гальперном подготовил и организовал создание первого советского хирургического журнала «Новый хирургический архив», издававшегося на протяжении 20 лет. Совместно с С. С. Гирголавом и А. В. Мартыновым являлся редактором 9-томного руководства по практической хирургии. В 1928 году был удостоен почётного звания Заслуженный деятель науки РСФСР. В 1929 году возглавил Институт хирургической невропатологии (ныне Российский нейрохирургический институт имени профессора А. Л. Поленова). В 1933 году, в ознаменование сорока лет работы, С. П. Фёдоров первым из хирургов был награждён орденом Ленина.
Умер в Ленинграде 15 января 1936 года, после двух лет тяжёлой болезни. Похоронен на Коммунистической площадке (ныне Казачье кладбище) Александро-Невской лавры.
Жена Евгения Николаевна (1869 г.р.)  - дочь промышленника Николая Николаевича Коншина. Сын Кирилл (09.10.1903, Санкт-Петербург).

## Усадьба Воробьево
В 1897 году С.П. Федоров приобрел земли в деревне Воробьёво Калужской губернии, и год спустя начал строительные работы, которые были закончены к 1904 году. В этом же году на его средства были построены амбулатория для крестьян и церковноприходская школа, в которой до сих пор учится местная детвора. Наибольший нитерес с точки зрения архитектуры представляет здание особняка в стиле модерн, который приписывается Льву Кекушеву.
С.П. Федорову также принадлежала дача в Гагре https://pastvu.com/p/427463

## Память
В октябре 2006 года в здании усадьбы в Воробьёво был открыт "Дом-музей Фёдорова С.П.", проводились экскурсии и установлена мемориальная доска, сейчас музей закрыт.
Имя Фёдорова присвоено кафедре и клинике факультетской хирургии.
На здании клиники (Пироговская набережная, 3) установлена мемориальная доска.
Александр Бек в забытой ныне повести «Счастливая рука», главным героем которой является С. П. Фёдоров, писал: «В 1921 году Фёдоров, бывший лейб-хирург царя, был арестован. Следствие вела Петроградская чека. (…) …у Сергея Петровича были найдены письма из-за границы от брата, сановника рухнувшей монархии, деятельного противника советской власти». Далее повествуется, как его ученик, добившись встречи с Дзержинским, уговорил его отпустить С. П. Фёдорова.
| Внешние изображения                      | Внешние изображения                                                                          |
| ---------------------------------------- | -------------------------------------------------------------------------------------------- |
| С.П. Федоров - советский военный хирург: |                                                                                              |
|                                          | Санаторий Воробьево. Портрет С.П. Федорова в звании бригврача. Примерно 1925 год.            |
|                                          | Военно-медицинская академия им. С. М. Кирова МО РФ. Портрет С.П. Федорова в звании корврача. |

## Ученики С. П. Фёдорова
Из школы С. П. Фёдорова вышли выдающиеся врачи, хирурги: А. В.Смирнов, который в 1915 году стал руководителем хирургического отделения в клинике С. П. Фёдорова, в 1921 году организовал урологическую клинику;

## Награды и премии

### Награды Российской империи
- Орден Св. Станислава 3-й степени
- Орден Св. Анны 3-й степени
- Орден Св. Владимира 3-й степени

### Награды СССР
- Заслуженный деятель науки РСФСР (1928)

Могила Фёдорова на Казачьем кладбище Александро-Невской лавры Санкт-Петербурга.

- Орден Ленина (1933)

## Труды
- К вопросу об искусственном иммунитете при азиатской холере // Медицинское Обозрение. — 1892. — № 18.
- «Tetanus и его лечение подкожными впрыскиваниями сыворотки» («Хирургическая Летопись», 1893, № 5)
- «Асептический прибор для впрыскиваний» («Медицинское Обозрение», 1893, № 2)
- «О холерном яде» («Медицинское Обозрение», 1893, № 3)
- Fedoroff S. (1893). Zur Therapie der Cholera asiatica. Zeitschrift für Hygiene und Infektionskrankheiten. 13(1): 393—401. DOI:10.1007/BF02284286
- Fedoroff S. (1893). Zur Blutserumtherapie der Cholera asiatica. Zeitschrift für Hygiene und Infektionskrankheiten. 15(1): 423—433. DOI:10.1007/BF02284379
- Федоров С. П. Наружное сечение пищевода при инородных телах // Хирургическая летопись. — 1895. — Т. 5. — С. 10.
- Федоров С. П. Экспериментально-клиническое исследование по вопросу о столбняке : диссертация на степень доктора медицины. — Москва, Высочайше утвержденное товарищество «Печатня С. П. Яковлева», 1895 г.
- «Итоги лечения сывороткой злокачественных опухолей» («Хирургический Архив», 1896)
- «Цистоскопия» («Врачебные Записки», 1897, № 4);
- «Операция гастроэнтеростомии» («Летопись хирургического общества в Москве», 1896)
- «К технике полного иссечения фибромиоматозной матки» («Медицинское Обозрение», 1899, № 1)
- «Zur Cystoscopie bei blutigem Harn» («Berlin. Klin. Wochenschr.», 1897, № 33)
- Fedoroff, S. von (1898). Über Rektoskopie und einige kleinere operative Eingriffe im Rectum. Archiv für klinische Chirurgie. 57(3).
- Fedoroff, S. (1898). Über Kraniektomien nebst einigen Betrachtungen über die Heilung großer Operationsdefekte am Schädel. Archiv für klinische Chirurgie. 57: 727.
- К казуистике почечных камней // Хирургия. — 1899. — № 27.
- «К современной технике операций на костях» («Хирургия», 1899, № 33)
- «К технике иссечения рака матки и влагалища» («Хирургия», 1899, № 33)
- «Наблюдения из хирургического отделения больницы святой Александры» (М., 1900)
- «Лечение гнойных различных воспалений брюшины чревосечением» («Хирургия», 1901, № 51)
- Федоров С. П. К распознаванию и лечению болезней пищевода // Русский врач. — 1902. — Т. 6. — С. 213.
- Федоров С. П. Влияние колебаний внутричерепного давления на возникновение эпилептических припадков // Хирургия. — 1902. — Т. 64. — С. 154—164.
- «Значение функциональной способности почки для диагностики и т. д.» («Русский Хирургический Архив», 1902, книга 3)
- «К казуистике опухолей брюшной полости» («Хирургия», 1902, № 70)
- «К казуистике редких грыж» («Русский Хирургический Архив», 1903, книга 2)
- «К казуистике желудочной хирургии» («Русский Хирургический Архив», 1903, книга 2 — 3)
- «Об оперативных вмешательствах при опухолях мочевого пузыря» («Русский Хирургический Архив», 1903, книга 5)
- Федоров С. П. Об оперативных вмешательствах при опухолях мочевого пузыря. — Санкт-Петербург : типография П. П. Сойкина, 1903. — 40 с.
- «Трансплевральная эхинококкотомия» («Хирургия», 1902, № 63)
- «Rectoscopie» («Encyclopedie der gesammten Chirurgie» Kocher’a, 1903)
- «К хирургии желчных путей» («Русский врач», 1904, № 1)
- Fedoroff S.P. (1910). Zur Technik der Pyelolithotomie. Zeitschrift für Urologische Chirurgie. 4: 897.
- Fedoroff S.P., Jeremitsch A.P. (1910) Über allgemeine Hedonalnarkose. Zentralblatt für Chirurgie. 9: 316—318.
- Fedoroff S.P. (1910). Die intravenöse Hedonalnarkose. Zentralblatt für Chirurgie. 19: 675—675.
- Федоров С. П. Атлас цистоскопии и ректоскопии. — СПб.: Т-во худож. печати, 1911. — 62 с.
- Федоров С. П. Желчные камни и хирургія желчныхъ путей. — Петроградъ: Изданіе К. Л. Риккера, 1918. — 288 с.
- Руководство «Хирургия почек и мочеточников (1923—1925)
- Федоров С. П. Хирургия почек и мочеточников. — М.—Пг.: Гос. изд-во, 1923—1925. — 26 с.
- Федоров С. П. Хирургия на распутьи // Новый хирургический архив. — 1926. — Т. 10, № 1—2. — С. 10—23.
- Федоров С. П. Клинические лекции по хирургии. В 2 т. — М.: Воен.-медиц. акад. РККА; Л.: Гос. изд-во, 1928—1930.
- Fedoroff S. (1933). Einige Richtlinien in der Gallenwegschirurgie. Deutsche Zeitschrift für Chirurgie. — 240 (10): 695—706. DOI:10.1007/BF02796781
- Федоров С. П. Желчные камни и хирургия желчных путей (издание второе). — Л.—М.: Медгиз, 1934. — 392 с.

## Киновоплощения
- 1971 — «Николай и Александра». В роли профессора Фёдорова — Гай Рольф
- 2000 — «Романовы. Венценосная семья». В роли профессора Фёдорова — Олег Басилашвили